# 50 Number Ones
50 Number Ones è la settima raccolta del cantante statunitense George Strait, pubblicata nel 2004.

## Tracce
CD 1
1. I Hate Everything – 3:55 (Gary Harrison, Keith Stegall)
2. Fool Hearted Memory – 2:12 (Byron Hill, Alan R. Mevis)
3. A Fire I Can't Put Out – 2:57 (Darryl Staedtler)
4. You Look So Good in Love – 2:57 (Rory Bourke, Glen Ballard, Kerry Chater)
5. Right or Wrong – 2:03 (Arthur L. Sizemore, Haven Gillespie, Paul Biese)
6. Let's Fall to Pieces Together – 2:21 (Dickey Lee, Tommy Rocco, Johnny Russell)
7. Does Fort Worth Ever Cross Your Mind – 3:05 (Sanger D. Shafer, Darlene Shafer)
8. The Chair – 2:48 (Hank Cochran, Dean Dillon)
9. Nobody in His Right Mind Would've Left Her – 2:49 (Dean Dillon)
10. It Ain't Cool to Be Crazy About You – 2:38 (Dean Dillon, Royce Porter)
11. Ocean Front Property – 2:40 (Dean Dillon, Hank Cochran, Royce Porter)
12. All My Ex's Live in Texas – 3:17 (Sanger D. Shafer, Lyndia J. Shafer)
13. Am I Blue – 3:04 (David Chamberlain)
14. Famous Last Words of a Fool – 3:19 (Dean Dillon, Rex Huston)
15. Baby Blue – 3:29 (Aaron Barker)
16. If You Ain't Lovin' (You Ain't Livin') – 2:17 (Tommy Collins)
17. Baby's Gotten Good at Goodbye – 2:55 (Tony Martin, Troy Martin)
18. What's Going On in Your World – 3:26 (David Chamberlain, Royce Porter)
19. Ace in the Hole – 2:34 (Dennis Adkins)
20. Love Without End, Amen – 3:05 (Aaron Barker)
21. I've Come to Expect It from You – 3:42 (Dean Dillon, Buddy Cannon)
22. If I Know Me – 2:41 (Dean Dillon, Pam Belford)
23. You Know Me Better Than That – 3:00 (Tony Haselden, Anna Lisa Graham)
24. The Chill of an Early Fall – 3:16 (Green Daniel, Gretchen Peters)
25. So Much Like My Dad – 3:19 (Chips Moman, Bobby Emmon)
26. I Cross My Heart – 3:29 (Steve Dorff, Eric Kaz)

CD 2
1. Heartland – 2:16 (Steve Dorff, John Bettis)
2. Easy Come, Easy Go – 2:35 (Aaron Barker, Dean Dillon)
3. I'd Like to Have That One Back – 3:48 (Bill Shore, Rick West, Aaron Barker)
4. The Man in Love with You – 3:18 (Steve Dorff, Gary Harju)
5. The Big One – 2:05 (Gerry House, Devon O'Day)
6. You Can't Make a Heart Love Somebody – 2:48 (Steve Clark, Johnny MacRae)
7. Lead On – 3:21 (Dean Dillon, Teddy Gentry)
8. Check Yes or No – 3:10 (Danny M. Wells, Dana Hunt Oglesby)
9. I Know She Still Loves Me – 3:04 (Aaron Barker, Monty Holmes)
10. Blue Clear Sky – 2:34 (Mark D. Sanders, John Jarrard, Bob DiPiero)
11. Carried Away – 2:58 (Steve Bogard, Jeff Stevens)
12. I Can Still Make Cheyenne – 4:11 (Aaron Barker, Erv Woolsey)
13. One Night at a Time – 3:19 (Roger Cook, Eddie Kilgallon, Earl Bud Lee)
14. Carrying Your Love with Me – 3:07 (Steve Bogard, Jeff Stevens)
15. Today My World Slipped Away – 3:05 (Mark Wright, Vern Gosdin)
16. Round About Way – 2:50 (Steve Dean, Wil Nance)
17. I Just Want to Dance with You – 3:18 (Roger Cook, John Prine)
18. True – 3:12 (Marv Green, Jeff Stevens)
19. We Really Shouldn't Be Doing This – 2:23 (Jim Lauderdale)
20. Write This Down – 3:33 (Dana Hunt, Kent Robbins)
21. The Best Day – 3:18 (Carson Chamberlain, Dean Dillon)
22. Go On – 3:21 (Tony Martin, Mark Nesler)
23. Run – 3:46 (Tony Lane, Anthony Smith)
24. Living and Living Well – 3:26 (Tony Martin, Mark Nesler, Tom Shapiro)
25. She'll Leave You with a Smile – 2:44 (Odie Blackmon, Jay Knowles)